# Calçó
Calçó (mot emprat generalment en plural: calçons) és el terme genèric amb què es designa tècnicament qualsevol mena de pantaló o calces, perquè fou calçó el primer nom que va rebre en català aquesta peça de roba. Els primers testimoniatges escrits de calçó en català daten del segle xv.
Alhora, el terme calçó designa específicament una peça de roba inferior similar al pantaló, però que tan sols arriba fins als genolls (o poc més avall), on es corda o lliga. Entren en aquesta categoria: 
- el calçó tradicional (forma habitual de pantaló fins al segle xix);
- els bombatxos de tipus curt (que són la majoritat dels bombatxos), o sigui, els calçons bombatxos, com ara els tradicionals que són part de la indumentària folklòrica de Turquia, del Magrib, de diverses contrades dels Països Catalans, etc., i com, més modernament, el pantaló de golf;
- pantalons escurçats apareguts en modes més recents, com ara els "pirates" i "pescadors".

Més modernament, i per extensió analògica, s'anomena pantaló-calçó un pantaló que arriba fins als turmells (o s'hi acosta), però que és molt arrapat del genoll cap avall, tot reproduint l'aspecte que hom tenia en dur calçons tradicionals. En l'ús civil, normalment està dissenyat per a dur-se amb botes altes o amb mitjons alts. Entren en aquesta categoria la major part de pantalons de muntar.
Certs pantalons d'alpinisme o d'excursionisme són, de fet, calçons o pantalons-calçons, segons els casos. Els calçons militars moderns poden ésser calçons, pantalons-calçons o calçons de muntar.

## Història
Malgrat tenir precedents antics i medievals (la braga), al món euròpid els calçons curts, de la mena tradicional, foren la primera forma de pantaló pròpiament dit, o sigui, per a ús exclusivament extern, no utilitzable com a peça de roba interior. Els calçons sorgiren en el segle XV i es generalitzaren en el XVI. [Alhora, com a peça de roba interior masculina sorgia el calçot, substitut de la braga i avantpassat del calçotet. Des d'aquest moment, els termes tradicionals per a aquestes peces de roba interior, braga i calça, se circumscriuran a peces de roba interior femenina, més encara quan, a inicis del segle xix, els homes deixaran de dur calces (mitges)]
Així, entre els segles xvi i xviii els calçons formaren part essencial de la indumentària masculina, com a peça de vestimenta inferior estàndard, contrapartida de la faldilla femenina.

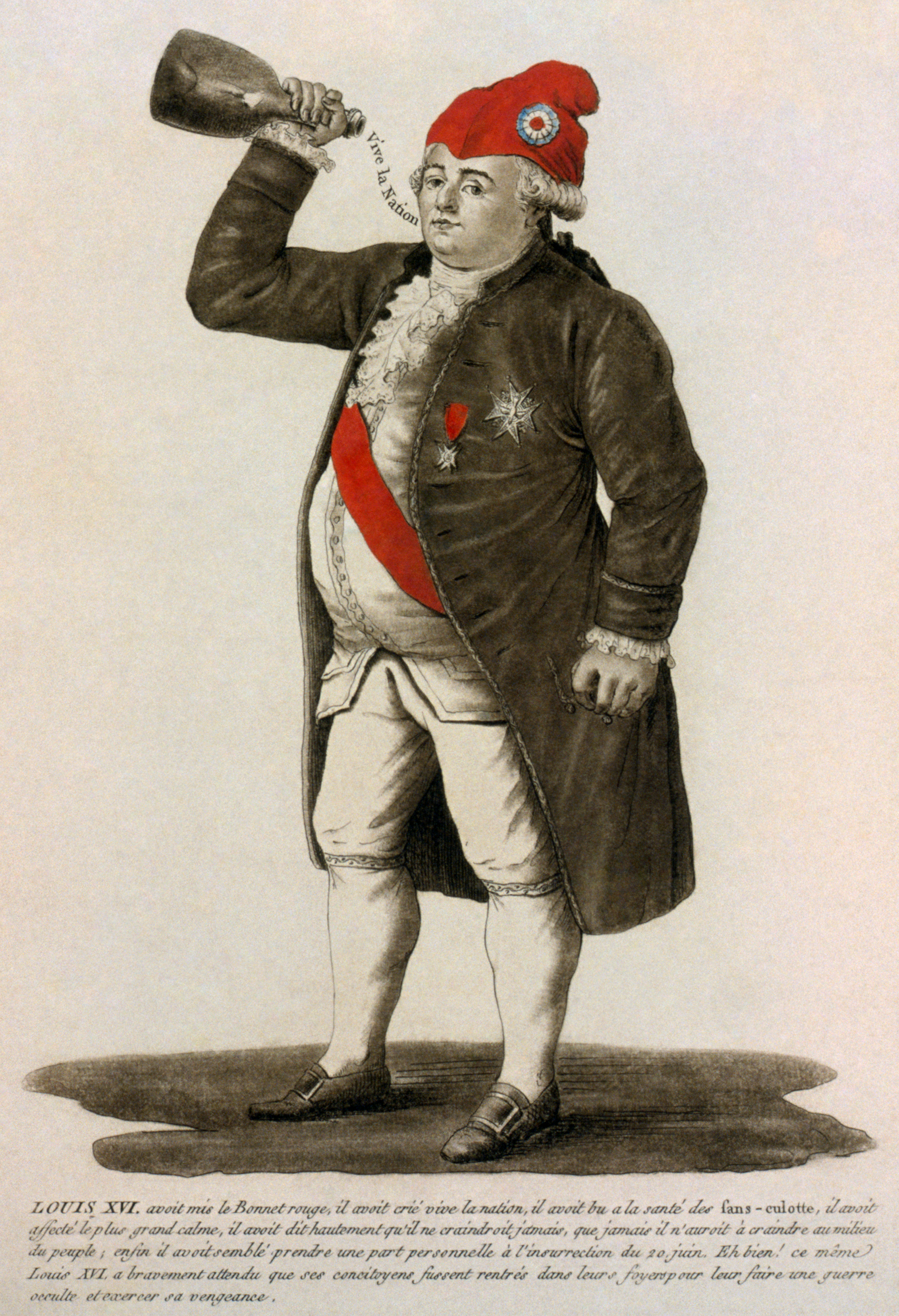
Louis le dernier, caricatura de Lluís XVI amb barret frigi, però amb els característics calçons

El calçó mancava de bragueta. L'equivalent era una tapeta trapezoidal muntada sobre l'entrecuix i fins a la cintura; tancava amb botons a cada banda. És el que a l'època s'anomenava calça de davantal i que, si cal especificar-hi, hom pot designar com a calçó de davantal.
Al principi els baixos del calçó s'ajustaven cordant-los amb una lliga, veta o cordó. Més endavant, ja al segle xviii, els baixos afegiren un tall vertical que tancava mitjançant veta o botó incorporats (el botó, a voltes, muntat en una tira de roba).
A la França de les acaballes del segle xviii el calçó havia esdevingut un símbol de l'aristocràcia, atès que les classes populars urbanes ja vestien pantalons llargs de tipus modern; no és casual que, en el marc de la Revolució Francesa, els membres de l'esquerra popular s'autodesignessin sans-culottes (‘sense calçons').
La moda dels pantalons passà a Anglaterra (sembla que de la mà del dandi Beau Brummel), on es generalitzà des dels primers anys del segle xix.
Pels volts de 1815, en concloure el cicle de guerres de la Revolució i napoleòniques, es produí la síntesi que marcaria la indumentària euròpida de llavors ençà: model anglès per als homes, i francès per a les dones. Això comportà, arreu, el desplaçament dels calçons per part dels pantalons llargs, com ja s'havia produït primer a França i tot seguit a Anglaterra. Es pot dir, doncs, que l'enfonsament de l'Antic Règim comportà la fi dels calçons tradicionals. I aquest canvi vestimentari precedí i tot el de l'estructura sociopolítica: en medis urbans era un fet consumat pels volts de 1820, fins i tot allà on persistia l'absolutisme de base feudal. La substitució afectà també, amb ritme més lent, la versió popular dels calçons usada en medis rurals, de la qual són testimoni, per exemple, els calçons de bufes mallorquins i els saragüells del País Valencià i les Terres de l'Ebre, que encara hi eren el vestit quotidià en el darrer quart del segle xix.
Del començ del segle xix ençà els calçons de tipus tradicional només s'han emprat en ocasions molt cerimonials i molt vinculades a la tradició precapitalista.
Els bombatxos curts, els pantalons de muntar, els pantalons de golf (molt populars com a roba informal, i també per a infants i adolescents, entre finals del segle xix i els anys trenta: vegeu Tintín) i d'altres s'han desenvolupat tenint ja el pantaló llarg com a punt de referència; són calçons del punt de vista estrictament tipològic, però no tenen cap filiació directa amb els calçons tradicionals.

## Ús militar

### Els calçons tradicionals
Els calçons del tipus tradicional –fins als genolls— formaren part de l'uniforme militar en el mateix període que de la indumentària civil: entre els segles xvi i xviii, aproximadament. Com entre els civils, es duien amb mitges i es combinaven amb sabates de sivella, tot i que entre molts cossos militars també sovintejaven les botines, les botes altes i, fins i tot, les botes de cuixal.
Com en el cas civil, els calçons entraren en ràpida decadència a partir de la Revolució Francesa: les tropes revolucionàries franceses vestien pantalons llargs habitualment, i en el període napoleònic aquest ús passà també als altres exèrcits europeus. Entre els militars, la desaparició dels calçons comportà, a la llarga, el desplaçament de la sabata, substituïda per botines o per botes altes; en el segon cas, esdevingué habitual dur els pantalons per dins de les botes, tot inaugurant un costum militar que perdurarà fins avui.

### Els calçons militars del segle XX
Sense relació directa amb els calçons tradicionals, durant la primera meitat del segle XX la pràctica totalitat dels exèrcits vestí l'oficialitat amb pantalons de muntar, que sovint eren calçons, combinats amb botes altes.
Alhora, molts exèrcits també vestiren la tropa amb pantalons designats oficialment com a "calçons", normalment combinats amb botes de mitja canya (el calçat de tropa per antonomàsia des de llavors). Aquests calçons de la tropa podien ésser, segons l'exèrcit o l'arma:
- calçons pròpiament dits (o sigui, rematats als genolls), llisos o, en algun cas (Itàlia mussoliniana) en forma de bombatxo;
- pantalons o calçons d'estil de muntar (és a dir, amb bossa lateral a cada cuixa);
- pantalons-calçons, o sigui, pantalons llargs, però molt arrapats del genoll cap avall (per construcció mateixa, o mitjançant botons o cordó). Per exemple, foren habituals en la tropa russa durant el tsarisme, combinats amb botes altes.

En campanya, fou habitual per a la tropa cobrir la cama, de poc avall dels genolls fins als turmells, mitjançant benes o polaines, es duguessin pantalons llargs o calçons. De fet, sembla que aquests calçons de tropa de nou tipus sorgiren expressament per a ésser duts amb benes: combinades amb pantalons de baixos normals, les benes són més susceptibles de provocar arrugues, amb les consegüents molèsties, irritacions cutànies, etc.; d'ací l'escurçament o l'arrapament. Tot i això, l'exèrcit britànic, que fou l'introductor de les benes a Europa, les usava amb pantalons llargs i rectes (per a les tropes desmuntades). En canvi, exèrcits coetanis, com l'austro-hongarès i el francès, passaren dels pantalons als calçons precisament arran d'adoptar les benes.
Com es pot veure, en aquest període també hi hagué exèrcits que continuaren fent servir pantalons llargs "normals" per a la tropa; foren minoritaris, però el nombre augmentà des dels anys trenta. Alemanya fou el cas més remarcable, ininterrompudament; també el Regne Unit, tot i dur-los amb benes. Allà on persistien aqueixos pantalons, es podien combinar bé amb botes altes (cas d'Alemanya), bé amb botes de mitja canya (cas del Regne Unit, Irlanda, Polònia, etc.), cobertes o no.
En la segona postguerra mundial els calçons de tota mena foren desplaçats internacionalment pels pantalons llargs de campanya del nou tipus britànico-estatunidenc (pantalons multibutxaca), per definició combinats amb botes de mitja canya.
Un cas especial fou el de l'URSS. D'ençà la introducció d'uniforme propi i distintiu per a l'Exèrcit Roig (1919, amb la budiónovka, etc.), la tropa dugué pantalons-calçons de tipus de muntar, però normalment combinats amb botes altes. Aquest ús sobreviuria a la restauració de la tradició militar tsarista en el camp uniformològic (1935-1943), i persistiria molt de temps: a les Forces Armades de l'URSS els pantalons llargs de campanya (pantalons multibutxaca) aparegueren per primera volta a inicis dels anys vuitanta entre les tropes d'intervenció a l'Afganistan, i no es generalitzarien fins al reglament uniformològic de 1988; per a passeig els pantalons-calçons ja els havien substituïts els pantalons de vestir, llargs i rectes, per a tots els graus, arran el reglament de 1969.